# Paolo Seganti
Paolo Seganti (Milão, 20 de Maio de 1965) é um ator, ex-modelo e ex-lutador de boxe italiano.

## Biografia

### Vida pessoal
Nascido em Milão, na Itália, Seganti nasceu em uma família grande, ao lado de outros 4 irmãos.
Em 2001, o ator se casou com Carlotta Chang, e a primeira filha do casal, Stella, nasceu em 1999. Outros três nasceram posteriormente.

### Carreira
Era um lutador de boxe, chegando a vencer o campeonato italiano na categoria júnior por 3 anos seguidos, antes de ser descoberto por fotógrafos, que o transformariam em um modelo profissional. Entre estes, estavam Jean-Paul Goude, Peter Lindberg, Jean-Baptiste Mondino e Bruce Weber, que faziam campanhas mundiais para Chanel, YSL, Lanvin e Calvin Klein. No entanto, Seganti estava mais interessado em atuar, e se mudou para Nova Iorque, onde foi bem-recebido pelos críticos ao protagonizar Equus e Whose Life Is It Anyway?. Aos 18 anos, porém, se mudou para Los Angeles para continuar a perseguir sua carreira.
Após chegar na costa oeste dos Estados Unidos, Seganti conseguiu fazer participações especiais em várias séries de televisão como The Nanny, Nash Bridges, Babylon 5 e Perversions of Science, bem como papéis em filmes notórios como L.A. Confidential, ao lado de grandes estrelas como Kevin Spacey, Russell Crowe, Guy Pearce e Kim Basinger, e Still Breathing, acompanhado por Brendan Fraser.
No novo século, surgiram mais participações em séries de televisão, e o ator passou a se revezar entre os Estados Unidos e a Itália, onde também surgiram oportunidades de trabalho, como as minisséries Caraibi e The American, porém, foi As the World Turns o ponto alto da nova fase da carreira, visto que, o ator ficou no papel por quase um ano, quando deveria participar de apenas alguns episódios.

## Filmografia

### Televisão
- 2007 The Lance of Longinus como Peter Kenzie
- 2007 Eyes como Julian Lowe
- 2006 As the World Turns como Damian Grimaldi
- 2006 The Closer como Paul Bivas
- 2006 Related como Nino
- 2005 ER como Adrian Sianis
- 2005 Freddie como Marco
- 2004 The American como Rick
- 2003 Largo Winch como Largo Winch
- 2002 CSI: Miami como Lorenzo "Larry" Castanotto
- 2002 That's Life como Lorenzo DeLucca
- 1999 Caraibi como Ippolito "Du Bois" Albrizzi
- 1997 Perversions of Science como Mike Calderone
- 1997 Babylon 5 como Phillipe
- 1997 Nash Bridges como Tim Gage
- 1996 The Nanny como Philippe

### Cinema
- 2009 L'ultima volta como Armando
- 2009 Bye Bye Sally como Sr. Vincent
- 2008 Carnera: The Walking Mountain como Eudeline
- 2004 Signora como Guido
- 2003 Cradle 2 the Grave como Christophe
- 2001 Married/Unmarried como Paul
- 2000 Sex & Mrs. X como Francesco
- 1999 Tea with Mussolini como Vittorio Fanfanni
- 1997 Still Breathing como Tomas DeLeon
- 1997 L.A. Confidential como Johnny Stompanato